# 가브리엘라 리베로
가브리엘라 리베로(Gabriela Rivero)는 멕시코의 영화배우, 연극배우, 텔레비전 배우이다. 대한민국에서는 1980년대의 책받침 스타의 한 사람으로, 드라마인 천사들의 합창(1989년작)의 1989년 KBS 번역판과 1990년 EBS 번역판을 통해 대한민국에 알려지게 되었다.

## 경력

### 출연작

#### 영화
- Una maestra con angel

#### 드라마
- 1989년 - 천사들의 합창(히메나 선생님 역)
- 1990년 - 천사들의 합창 2

## 같이 보기
- 천사들의 합창
- 루드비카 팔레타